# أوبي (تلفزيون)
اوبي (بالإنجليزية:Oobi) هو مسرح العرائس اميركي بث على شاشات التلفزيون في الولايات المتحدة وبولندا وباكستان. يبث على نكلوديون في مصر
.
تم بثه لأول مرة في عام 2000 واستمر بث لمدة خمس سنوات.

## الشخصيات
أوبي: هو الشخصية الرئيسية الصغار. لديه عيون عسلي ويحب أن يقول مرحبا.
أوما: شقيقة الشاب أوبي الذي يقول لها شعار «شهي» وأيضا لديه ولع للدجاج.
كاكو: أفضل صديق لل اوبي الذي يرتدي أحيانا قبعة حمراء. وهو الاسباني ويقول عبارات الإسبانية.
الجد: قديم بالقرب أوبي الذي كان حكيما جدا ويحب الصيد. طبخ الطعام ويلبس قبعة الطهاة في بعض الأحيان.
إنكا: مدرس البيانو اوبي وصديق الجد.
انجوس: واحد من أصدقاء اوبي الذين هم دائما في حالة عصبية والطالب الذي يذاكر كثيرا.
المايسترو: الغناء المعلم اوبي الذين هو صارمة وترتدي ربطة العنق.
السيدة جونسون: جار اوبي والذي لديه قطة اسمها كيتي.
فريدا: هو صديق لاوبي الذي يظهر فقط في عدد قليل من الحلقات. وهي القدم بدلا من اليد.

## روابط خارجية
- أوبي على موقع IMDb (الإنجليزية)
- أوبي على موقع ميتاكريتيك (الإنجليزية)
- أوبي على موقع قاعدة بيانات الفيلم (الإنجليزية)
- Oobi at Noggin.com
- Oobi at NickJr.com